# Tropea
Tropea (en calabrais : Trupèa) est une commune italienne de 5 661 habitants située dans la province de Vibo Valentia en Calabre.
Cœur touristique et balnéaire de la Costa degli Dei (« côte des Dieux »), le centre ancien est perché sur un promontoire sur le rebord occidental du Poro et domine directement la mer Tyrrhénienne de sa falaise de 60 mètres de hauteur. Il est classé parmi les borghi più belli d'Italia (« plus beaux villages d'Italie »).

## Histoire
La légende raconte qu'une première ville est fondée sur le site de Tropea par Hercule rentrant de son périple aux colonnes homonymes (l'actuel Gibraltar). Des sépultures d'origine grecque ont été mises au jour dans les abords immédiats de la ville.
L'histoire de Tropea commence véritablement à l'époque romaine, lorsque Sextus Pompée vainc la flotte d'Octave au large du port marchand de Formicoli (Forum Herculis), mentionné dans les écrits de Pline l'Ancien et de Strabon.
En vertu de sa position caractéristique sur une terrasse naturelle surplombant la mer, le site de Tropea est d'une grande importance militaire, tant auprès des Romains (en témoignent les proches carrières de granit abondamment exploitées à cette période) que chez les Byzantins, dont subsistent quelques pans de l'ancienne enceinte de remparts, dits « murs de Bélisaire ».
Des pirates sarrasins arrachent Tropea des mains de Byzance et la conservent jusqu'à sa conquête par les Normands, sous lesquels la cité connaît une prospérité sans précédent qui ne prendra fin que sous les Aragonais.

## Monuments et lieux d'intérêt

### Architecture religieuse

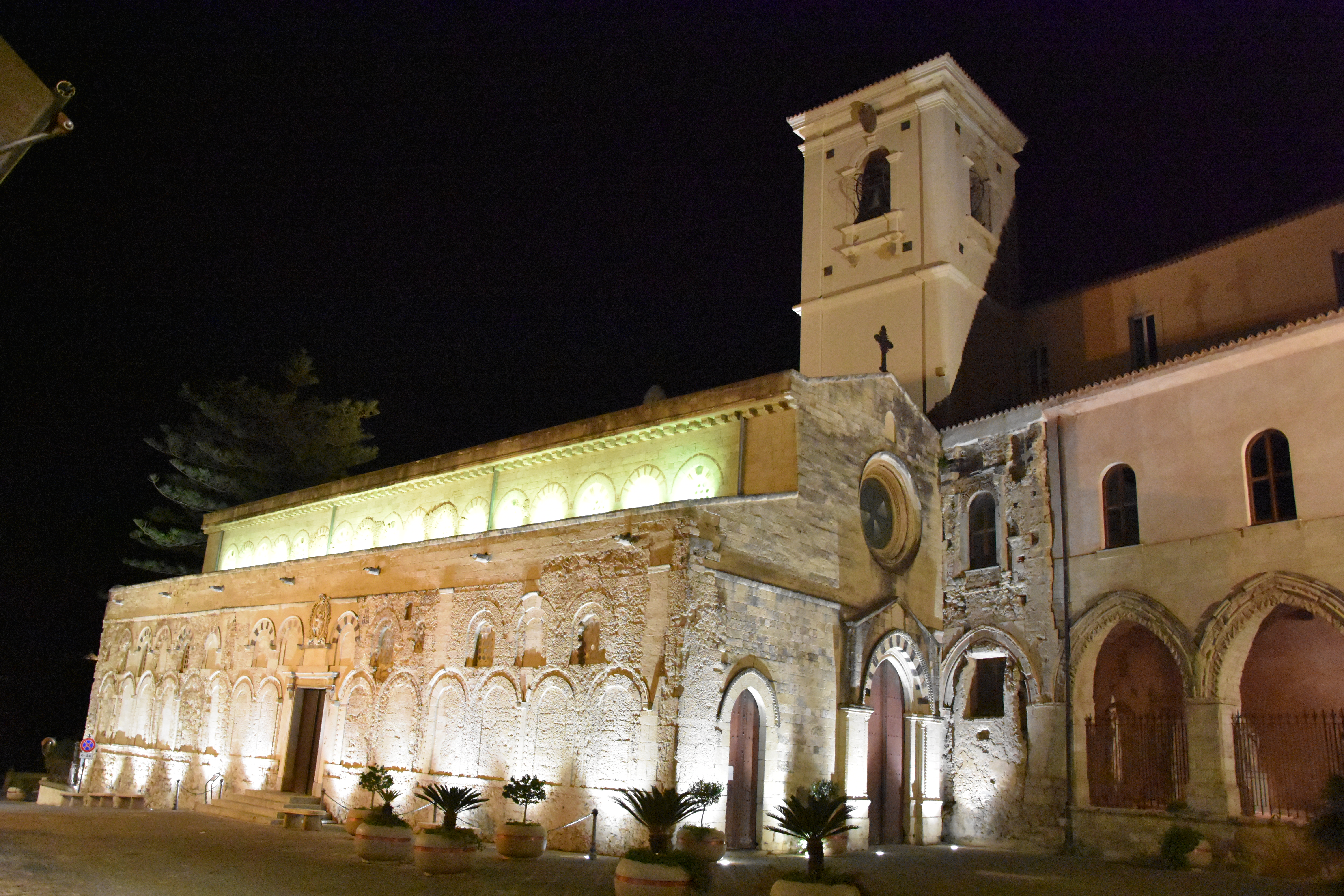
La cathédrale de Tropea, construite au XIIe siècle sous domination normande, abrite les reliques de sainte Dominique, née dans la ville, ainsi que les corps du philosophe Pasquale Galluppi et du bienheureux Francesco Mottola ;
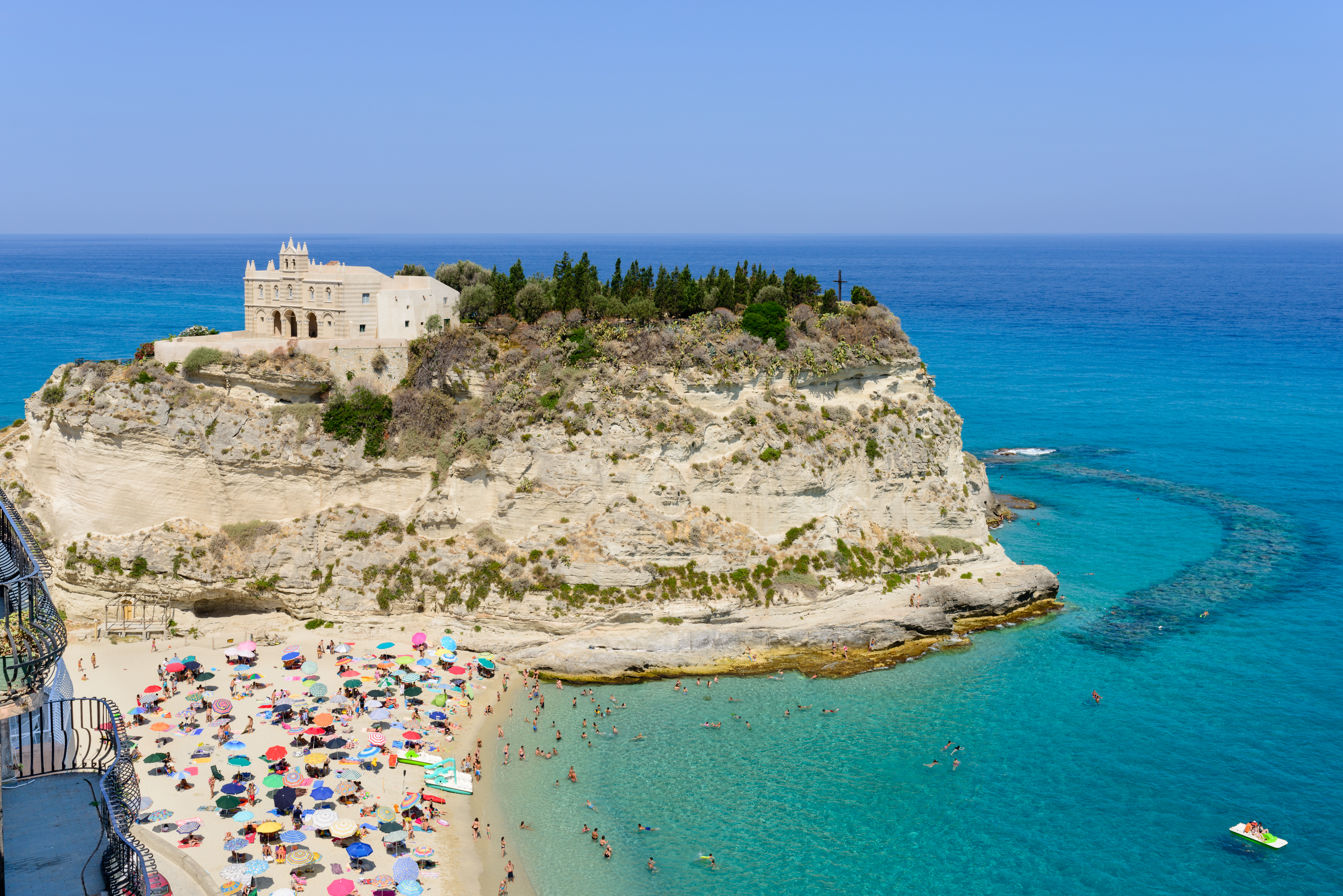
Le sanctuaire Santa Maria dell'Isola, sis au sommet d'un rocher autrefois séparé de la terre ferme (d'où le nom isola, « île »), est fondé au VIe siècle par des moines orientaux qui forment une communauté érémitique dédiée à saint Ménas. Son aspect actuel est dû à la reconstruction ayant suivi le séisme de 1905 ;
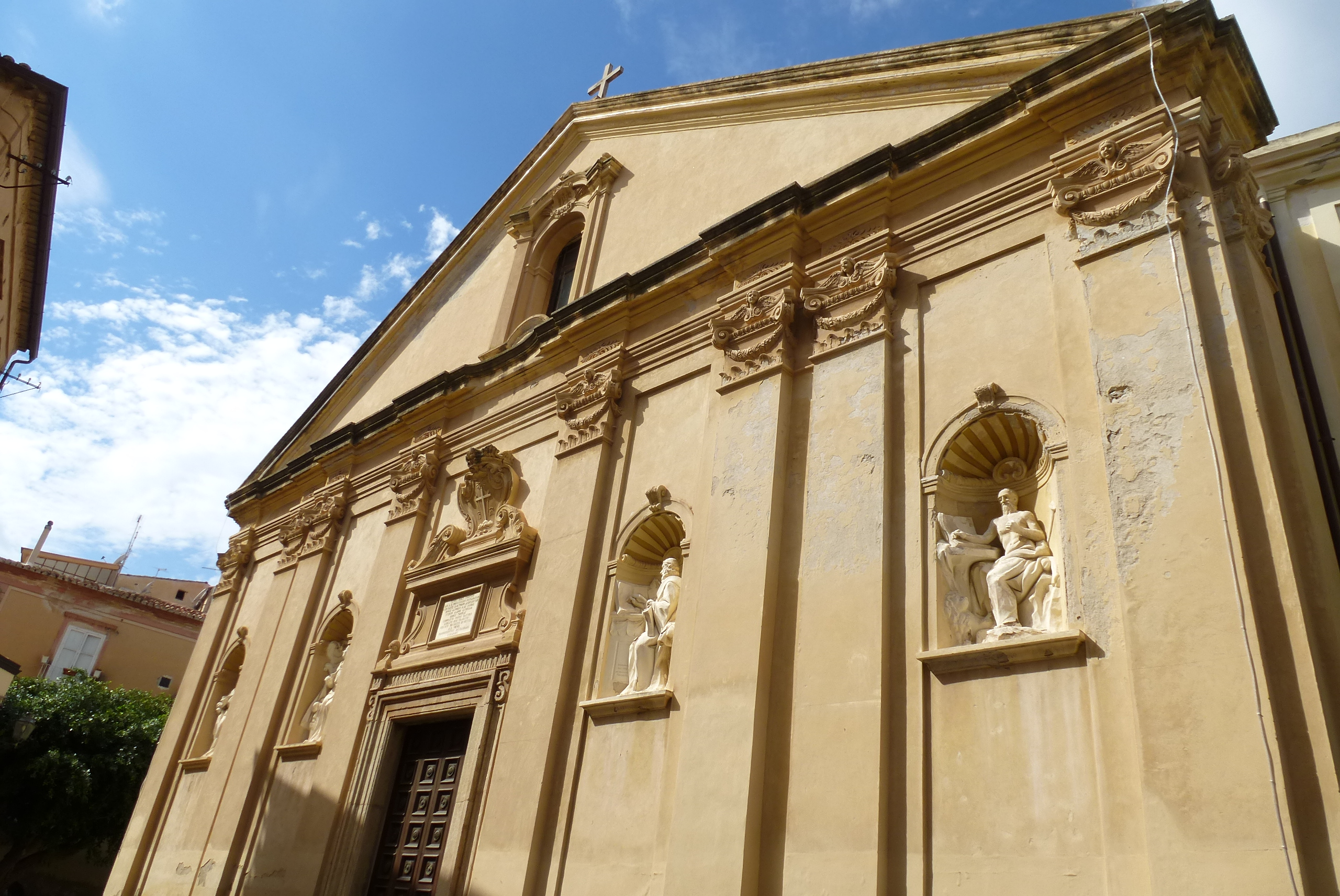
L'église du Gesù ;
- L'église de la Michelizia ;
- L'église du Carmel.  - La cathédrale de Tropea.
  - Le sanctuaire Santa Maria dell'Isola.
  - L'église du Gesù.

### Architecture civile

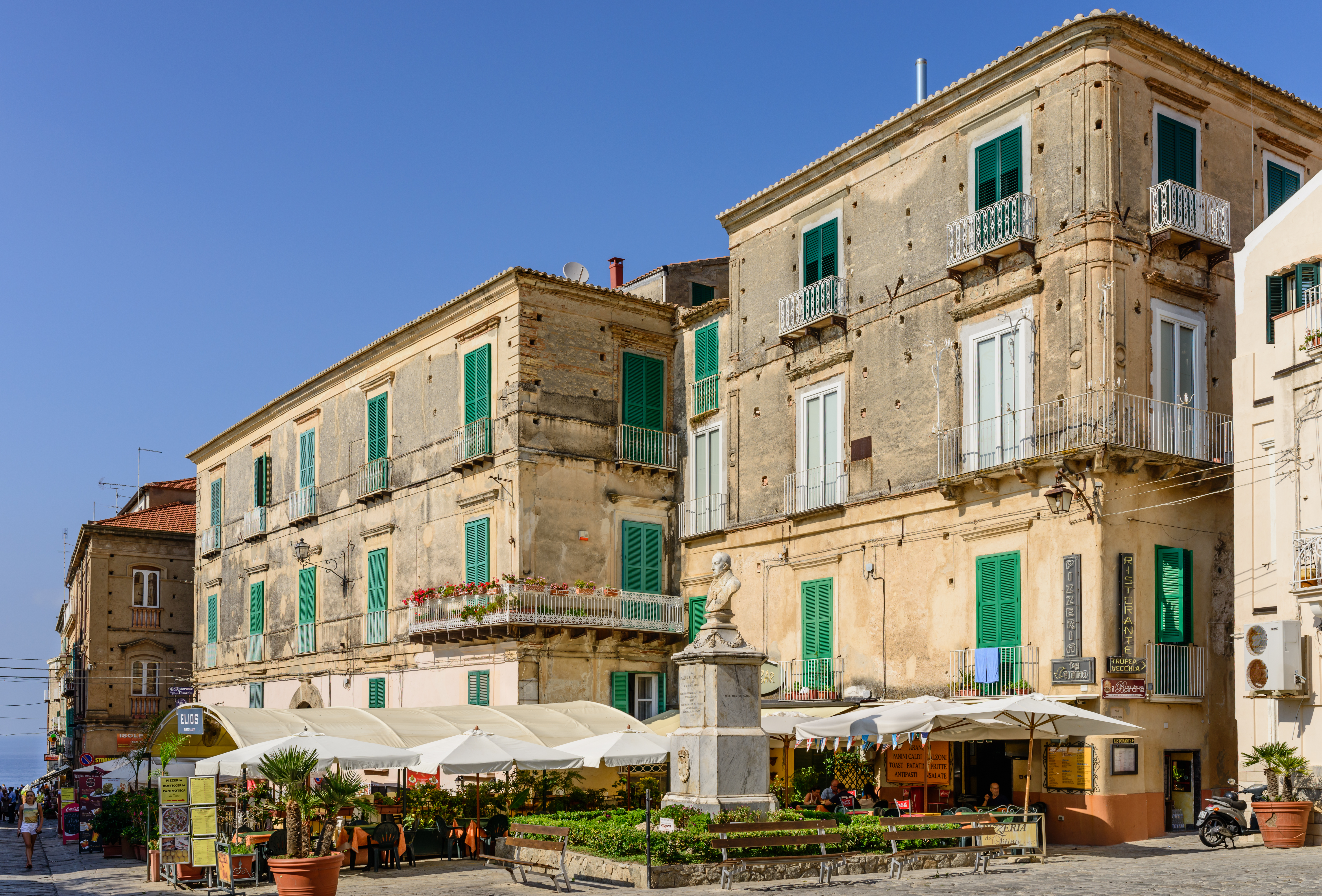
Maisons du centre historique.

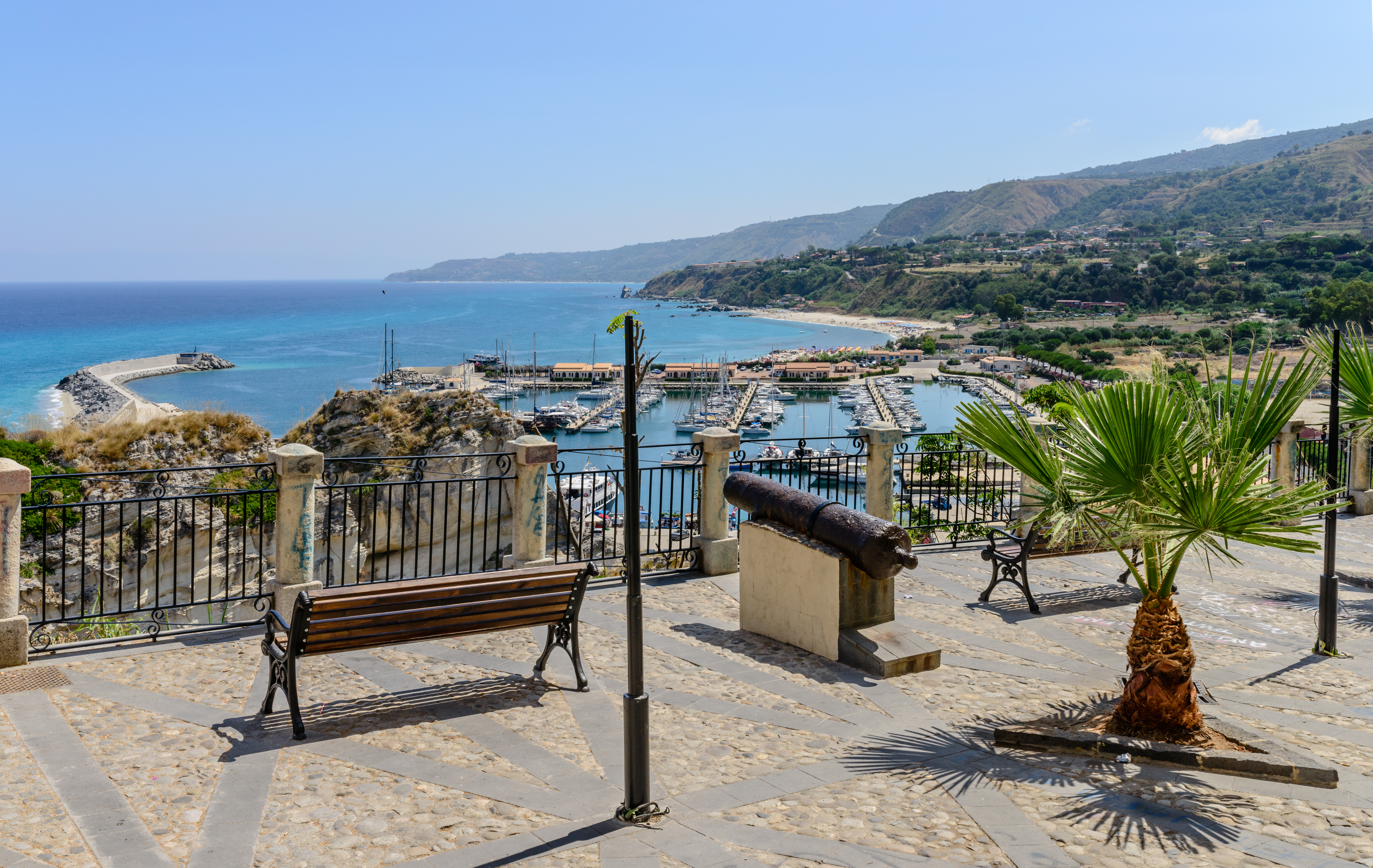
Terrasse donnant sur le port de plaisance.

Le vieux bourg de Tropea présente un intérêt non négligeable avec ses palais nobiliaires des XVIIIe et XIXe siècles, suspendus à la paroi rocheuse dont ils forment le rempart côté maritime.
Le complexe de Santa Chiara, restauré depuis peu, abrite une salle de conférence dans l'ancienne église médiévale tandis que le couvent des Clarisses a été aménagé pour accueillir le musée de la mer.
Un certain nombre de terrasses ont été aménagées pour faire office de « balcons » offrant des vues dégagées sur l'horizon marin. Le balcon des Sospiri (« soupirs »), le plus grand, est situé au centre.

## Économie

### Agriculture

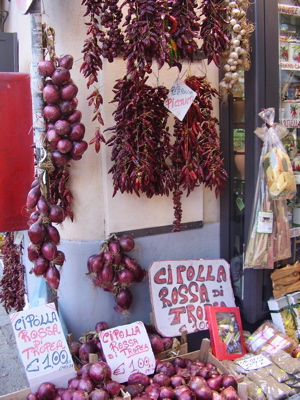
Piments et oignons rouges de Tropea.

Cultivé le long de la bande littorale tyrrhénienne depuis la commune de Nicotera, dans la même province de Vibo Valentia, et celle d'Amantea, en province de Cosenza, l'oignon rouge de Tropea est l'un des produits les plus renommés du terroir calabrais et bénéficie d'une indication géographique protégée.

### Commerce
Partout en ville, de nombreuses échoppes d'artisans participent au négoce des produits alimentaires locaux : outre l'oignon rouge, il s'agit de la 'nduja de Spilinga, du pecorino de la montagne voisine, des vins et de l'huile d'olive extra vierge.

### Tourisme
L'économie de Tropea, figure de proue de la Costa degli Dei, repose essentiellement sur le tourisme estival dont la saison se déploie de juin à septembre. La ville possède la distinction d'être reconnue parmi les borghi più belli d'Italia et ses plages reçoivent depuis 2020 le pavillon bleu accordé par la FEE pour récompenser les stations balnéaires mettant en œuvre des politiques concrètes de durabilité environnementale.
Dans l'édition en ligne du Sunday Times du 14 janvier 2007, la plage située en contrebas du centre historique de Tropea est comptabilisée parmi les vingt plus belles d'Europe. L'émission Kilimangiaro diffusée sur Rai 3 lui a attribué le titre de Borgo dei Borghi en 2021.

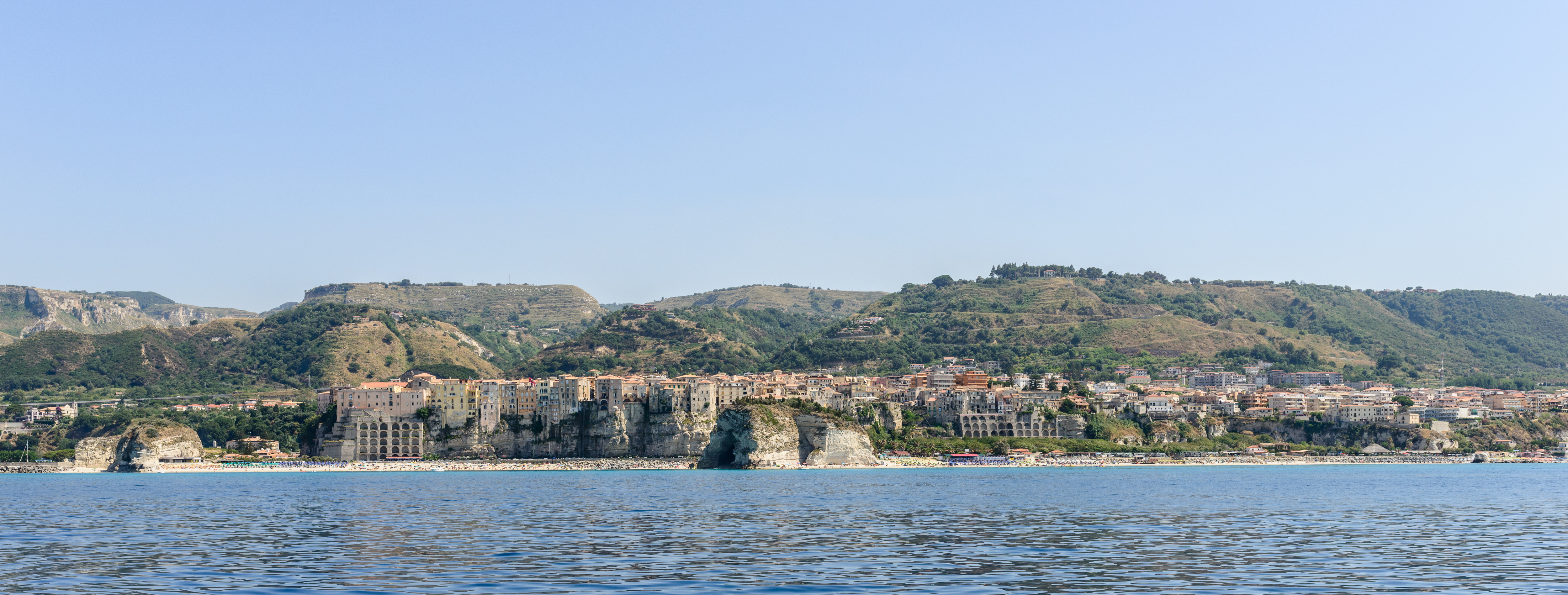
Vue panoramique de la ville depuis la mer.

## Administration
| Période                                  | Période         | Identité          | Étiquette               | Qualité |
| ---------------------------------------- | --------------- | ----------------- | ----------------------- | ------- |
| 21 novembre 1993                         | 27 mai 2002     | Gaetano Vallone   |                         |         |
| 27 mai 2002                              | 29 mai 2006     | Domenica Cortese  |                         |         |
| 29 mai 2006                              | 29 mars 2010    | Antonio Euticchio |                         |         |
| 29 mars 2010                             | 25 mai 2014     | Adolfo Repice     |                         |         |
| 25 mai 2014                              | 12 août 2016    | Giuseppe Rodolico |                         |         |
| 12 août 2016                             | 21 octobre 2018 | Salvatore Fortuna | Commissaire préfectoral |         |
| 21 octobre 2018                          | 23 avril 2024   | Giovanni Macrì    |                         |         |
| 23 avril 2024                            | En cours        | Vito Turco        | Commissaire préfectoral |         |
| Les données manquantes sont à compléter. |                 |                   |                         |         |

### Communes limitrophes
Drapia, Parghelia, Ricadi

### Évolution démographique
Habitants recensés

### Jumelages
- Zvenigorod (Russie) depuis 2012

## Personnalités
- Antonio Jerocades (1738-1803), abbé, patriote italien et poète, est mort à Tropea le 19 novembre 1803 ;
- Pasquale Galluppi (1770-1846), philosophe, est né à Tropea le 2 avril 1770 ;
- Francesco Mottola (1901-1969), prêtre et bienheureux, né et mort à Tropea ;
- Albert Anastasia (1902-1957), mafieux italo-américain, est né à Tropea le 26 septembre 1902 ;
- Raf Vallone (1916-2002) acteur et metteur en scène, est né à Tropea le 17 septembre 1916 ;
- Dalila Nesci (1986-), journaliste et femme politique, est née à Tropea le 23 septembre 1986.